# Рацеховиці
Рацеховіце (пол. Raciechowice) — село в Польщі, у гміні Рацеховиці Мисленицького повіту Малопольського воєводства.
Населення — 861 особа (2011).
У 1975-1998 роках село належало до Краківського воєводства.

## Демографія
Демографічна структура станом на 31 березня 2011 року:
|          | Загалом | Допрацездатний вік | Працездатний вік | Постпрацездатний вік |
| -------- | ------- | ------------------ | ---------------- | -------------------- |
| Чоловіки | 435     | 103                | 291              | 41                   |
| Жінки    | 426     | 84                 | 258              | 84                   |
| Разом    | 861     | 187                | 549              | 125                  |